# Lotus lanuginosus
Lotus lanuginosus là một loài thực vật có hoa trong họ Đậu. Loài này được Vent. miêu tả khoa học đầu tiên.